# 라이헤나우-타민스-디젠티스/무쉬테 철도
라이헤나우-타민스-디젠티스/무쉬테 철도(Oberländerlinie- 고원선이라고도 함)는 스위스 래티셰 철도에서 운영하는 미터궤 철도이다. 라이헤나우-타민스 및 디젠티스/무쉬테역을 연결한다.

## 위치

### 라이헤나우-타민스-일란츠 고원선
고원선 또는 포더라인강에 대한 최초의 제안은 1890년으로 거슬러 올라간다. 당시 엔지니어인 마르치온은 라이헤나우에서 디젠티스까지의 철도 건설 및 운영에 대한 허가를 신청했다. 마르치온은 라이헤나우에서 일란츠까지의 경로에 대해 총 4가지 옵션을 테스트했다. 라이헤나우 또는 보나두츠에서 시작된 옵션 :
- 보나두츠 – 페르삼 – 발렌다스 : 14.7km 길이, 대형 고가교, 예상 건설 비용: CHF 6.2m
- 라이헤나우 – 트린 – 플림스 – 락스 – 일란츠: 길이 25.5km, 플림스 근처의 능선 터널, 예상 건설 비용: CHF 5.5m
- 라이헤나우– 트린– 콘 –락스–일란츠: 23.7km 길이, 여러 개의 고가교 및 2개의 터널 예상 건설 비용: CHF 6.2m
- 라인 협곡을 통과하는 라인 : 19.3km 길이, 좋은 위치, 예상 건설 비용: CHF 4.3m.[3]

마르치온은 1894년 마침내 라이헤나우-일란츠 노선에 대한 양보를 받았지만 1897년 11월 27일 래티셰 철도에 매각했다. 이 회사는 차례로 엔지니어 R. 모저에게 네 가지 옵션을 모두 검토하도록 의뢰했다. 마지막으로 취리히의 알베르트 하임 교수가 이끄는 위원회는 후자의 옵션을 포더라인 협곡을 통해 건설할 것을 권장했다. 래티셰 철도 이사회는 1898년 7월 11일 이 노선에 노선을 건설하기로 결정했다. RhB는 또한 일란츠에서 포더라인을 따라 디젠티스까지 노선을 연장하는 옵션을 고려했다.

### 건설
건설은 1900년 가을에 동시에 알불라 철도의 건설 작업을 주도했던 선임 엔지니어 R. 헤닝스의 지시에 따라 시작되었다. 19.3km 길이의 경로는 라이헤나우-페르삼, 페르삼-발렌다스-사곤 및 발렌다스-사곤-일란츠의 세 부분으로 나뉜다.
라인 협곡은 암석이 매우 부서지기 쉽고 폭우 또는 눈이 녹는 동안 이 지역의 전방 라인이 매우 높이 상승하기 때문에 건설 노동자와 엔지니어에게 문제가 되었다. 또한 불안정성으로 인해 라인 협곡의 암석을 벽과 선로 건설에 사용할 수 없었으므로 필요한 모든 돌을 더 먼 채석장에서 가져와야 했다. 이를 용이하게 하기 위해 섹션 엔지니어 페터 잘루츠는 1901년까지 개통되지 않은 750mm 미터궤 증기 견인 건설 라인을 건설했다.
산사태와 홍수로 인한 많은 중단에도 불구하고 건설 작업은 일정대로 진행되었으며, 라이헤나우-타민스-일란츠 노선은 1903년 6월 1일에 공식적으로 개통되었다.

### 일란츠-디젠티스 확장
일란츠에서 디젠티스까지 고지선 연장이 개통되기까지 총 9년이 걸렸다. 이는 다보스 플라츠-필리주어 및 사메단-폰트레시나라는 두 개의 다른 보완 노선이 더 높은 우선 순위를 갖고, 먼저 건설되었기 때문이다. 이 노선에 대한 계획을 준비하도록 위임받은 공병 R. 모저는 라인 강 유역에서 트룬까지, 그 다음에는 수르셀바강 북쪽 경사면에 선을 건설할 계획인 공병 마르치온의 계획에 의존했다. 디센티스. 최종 프로젝트는 파리의 바티뇰 회사에서 개발했다. 그 계획된 선은 라인강을 세 번 교차했지만 그렇지 않으면 원래 계획을 따랐다.

### 건설작업
건설은 수석 엔지니어 페터 잘루츠의 지시에 따라 1910년 4월 10일에 시작되었다. 라인은 일란츠-페터스바흐, 페터스바흐-트룬, 트룬-숨비치-쿰파디알스 및 숨비치-쿰파디알스-디젠티스의 4개 로트로 분할되었다. 처음 2개 필지는 계곡 바닥을 따라 흐르고 선이 하천에 접근할 때만 매립과 제방이 필요했기 때문에 문제가 되지 않았다. 다른 두 부지는 엔지니어링 구조와 터널 건설이 필요했다. 디젠티스역은 푸르카 오버알프 철도의 개통을 위해 이미 계획되었기 때문에 다른 모든 역보다 더 크게 설계되었다. 전체 노선에 걸쳐 공사가 빠르게 진행됨에 따라 공사 2년 만에 1912년 8월 1일 정식 개통이 가능하게 되었다.

### 신 카레라바흐교
약 1년의 공사 기간을 거쳐 2011년 11월 17일에 새로운 카레라바흐 교량이 개통되었다. 따라서 카레라바흐 위 교량은 노선 시운전 이후 두 번째로 갱신되었다. 일찍이 1981년에 원래의 석조 아치교가 새로운 구조로 교체되었다. 이번에는 교량을 리뉴얼했을 뿐만 아니라 약 1km 구간의 노반 전체를 재건하여 교량 면적을 약 3m 높이고 선로를 횡방향으로 이동할 수 있도록 했다. 다리. 교량의 새로운 더 높은 위치와 변위는 침식 및 낙석 문제를 방지하고 홍수 보호를 영구적으로 개선하기 위한 것이었다.

## 노선

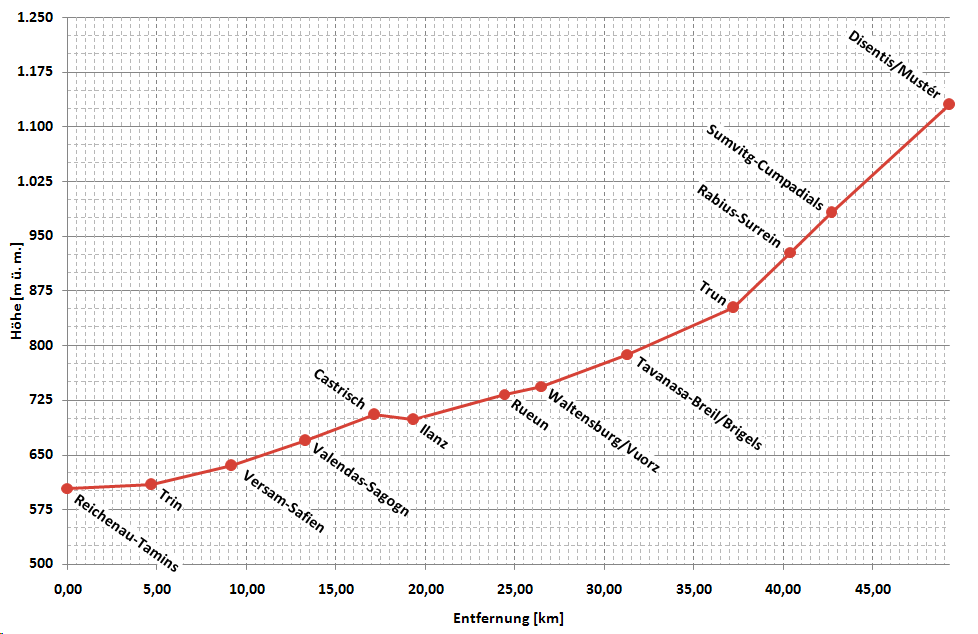
노선의 고도 개요

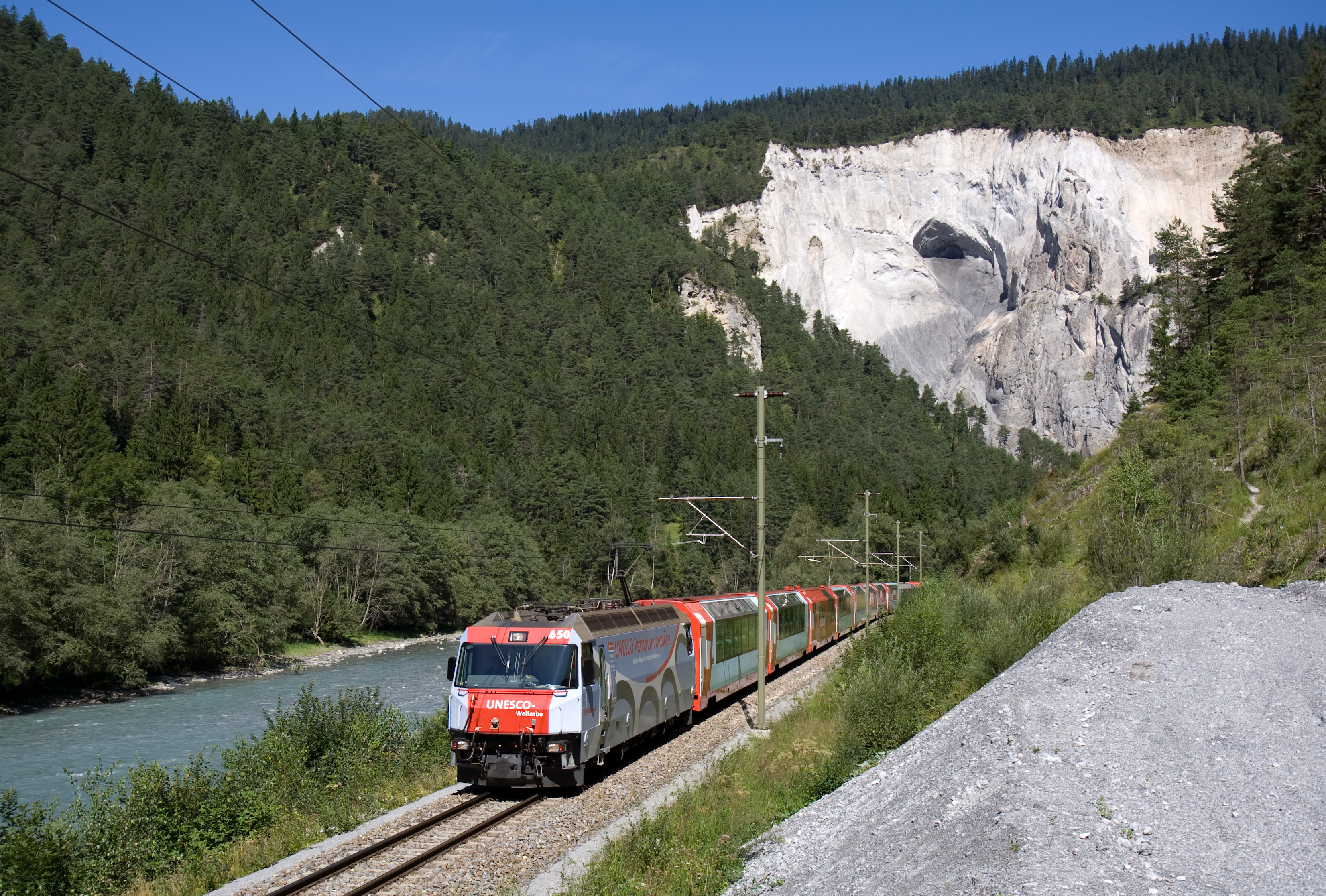
포더라인 협곡의 빙하특급

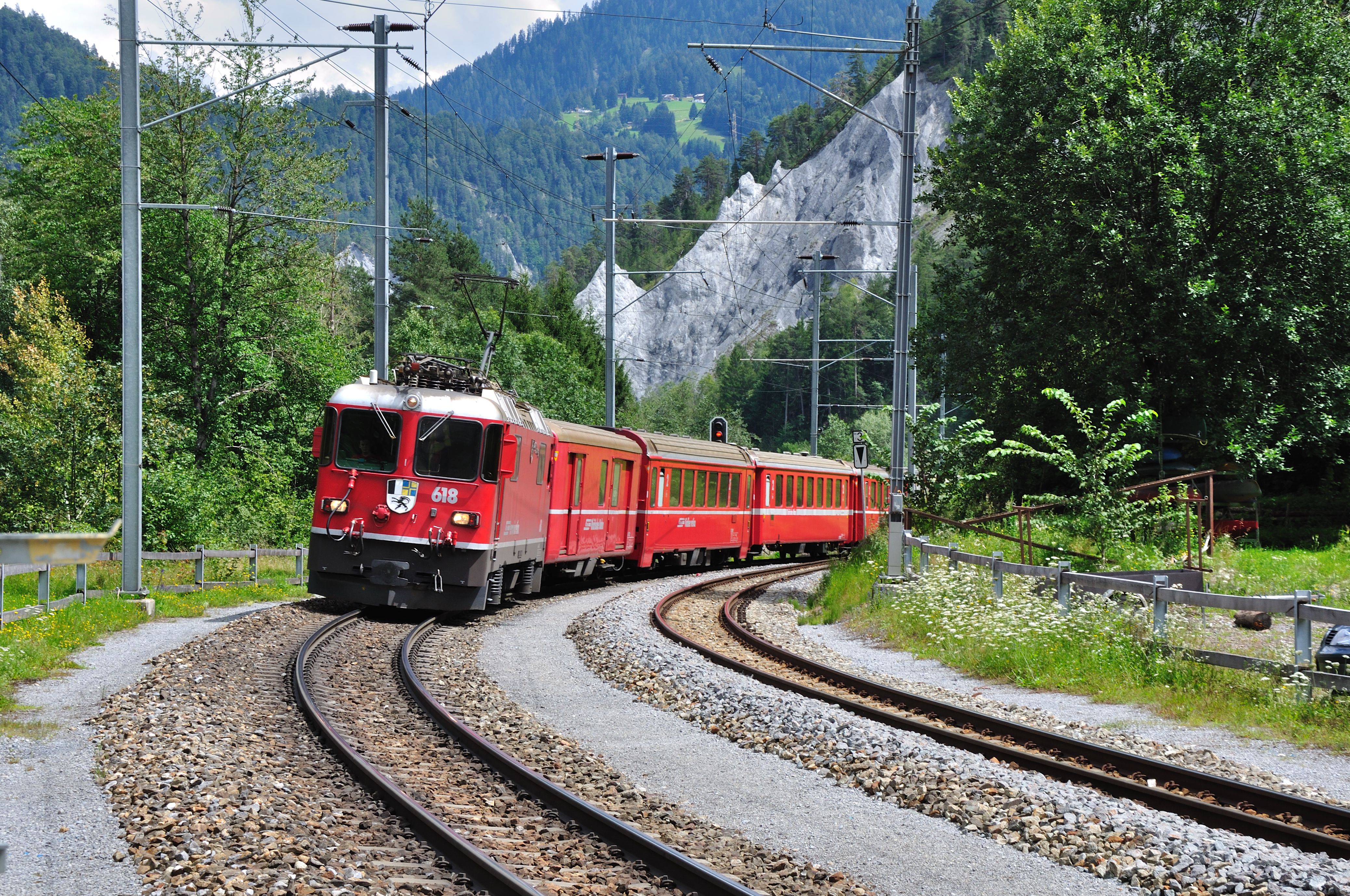
라인 협곡을 통과하는 무쉬테 철도

라인은 하이랜드 라인과 라이헤나우-타민스의 알불라 철도의 교차점에서 시작된다. 그것은 후방 라인강을 가로지르는 강철 다리를 지나 란트콰르트-투지스 철도에서 분기된다. 그 다음 라인은 포더라인을 지나 트린역에 있는 라인 협곡 입구까지 이어진다. 플림스와 락스까지 500m가 넘는 평행 도로와 달리 철도는 좁은 루이놀타의 바닥에서 운행된다. 협곡. 인공 구조물은 그렇지 않으면 거의 훼손되지 않은 풍경에서 라인의 이 부분에 우세한다. 그것은 두 개의 터널과 여러 개의 루프를 사용하여 협곡을 건너 페르삼-사피엔, 발렌다스-사곤 및 카스트리쉬역을 통과한다. 그 후, 라인은 이제 더 얕아지고 넓어진 포더라인 계곡을 지나 일란츠까지 이어지며 도로 측면으로 되돌아간 다음 트룬까지 1.6% 경사로 올라간다. 트룬과 일란츠 사이에서 라인은 포더라인을 세 번 교차하고 두 개의 터널과 Rueun, Waltensburg/Vuorz 및 Tavanasa-Breil/Brigels 역을 통과한다. 트룬에서 북쪽 계곡 경사면을 따라 Rabius-Surrein과 숨비치-쿰파디알스의 역을 거쳐 디젠티스/무쉬테까지 2.7%의 기울기로 노선이 운행된다. 숨빗-컴파디알과 디센티스 사이는 계곡이 좁아지고 가파르게 되어 숨비치-컴파디아와 디센티스 사이에 106m 길이의 발루사인 고가교와 같은 많은 공학적 구조물과 교량이 있다.

## 구조

### 역

#### 페르삼-사피엔
페르삼-사피엔역은 32.73km 지점에 있다. 라인강이 포더라인강을 따라 매우 좁은 루이놀타 협곡에서 운행되기 때문에 역의 이름을 딴 커뮤니티는 최대 3km, 최대 300m 높이에 있다. 페르삼의 관통 역에는 2개의 관통 트랙과 2개의 막다른 트랙이 있다. 역에는 주 승강장과 두 개의 섬 승강장이 있으며, 이 승강장은 교차로로 연결된다.
역은 1903년에 라이헤나우와 일란츠에서 개통을 위해 지어졌다. 과거에는 역의 중요성이 오늘날보다 더 높았다. 1881년에 페르삼에서 라이헤나우 및 일란츠까지 도로가 완성되었지만 1950년대까지 낮은 자동차 운전으로 인해 대부분의 주민들이 20세기까지 철도와 역을 사용했다고 가정해야 한다. 그곳에서 그들은 1950년까지 사피엔탈로 가는 울타리 없는 도로에서 역마차를 이용하거나 겨울에 말 썰매를 이용했다.
래티셰 철도의 레기오익스프레스 열차는 매시간 역에 정차한다. 화물 열차는 불규칙하게 운행되며, 빙하특급은 매일 운행된다. 포스트아우토 버스는 승객들이 실제 마을로 올라가는 것을 막고 사피엔 계곡 전체를 개방하기 위해 매시간 역을 제공한다.
역 건물은 더 이상 철도 용도로 사용되지 않다. 역 옆에는 막다른 길을 통해 접근할 수 있는 목재 적재장이 있다.

#### 발렌다스-사곤
또한 발렌다스-사곤 역은 이중 이름을 가지고 있지만, 여기에 또 다른 이유가 있다. 라인 건설 중에 건설된 라인강 다리를 통해 라인강 양쪽에서 역으로 접근할 수 있다. 역은 라인강 남쪽(오른쪽) 강둑에 위치하며 1903년에 개통되었으며 양쪽이 비포장도로로 연결되어 있으며 2010년 개선 작업 중에 발렌다스 쪽의 포장도로로 교체되었다. 서비스는 매시간마다 일란츠, 디젠티스, 라이헤나우-타민스, 쿠어, 스쿠올-타라스프까지 운행한다. 사곤으로 가는 길은 포장되지 않은 채로 남아 있다.

### 교량
가장 중요한 다리 중 하나는 숨비치와 디젠티스 사이의 루사인 다리이다. 1912년에 천연석으로 지어진 아치교는 오래된 루사인 다리(1857년에 지어진 지붕이 덮인 목조 도로 다리)와 평행하게 위치해 있다. 다리는 길이가 거의 100m이며, 4개의 아치에서 56m 높이의 개울을 건너고 있다.
디젠티스의 손플라치 계곡(Val Sogn Placi) 위의 다리는 1984년 2월 9일 눈사태로 파괴되었다. 54m 길이의 석조 아치 다리는 54m 길이의 합성 철근 콘크리트 구조물로 대체되었다. 이 교량은 1985년 11월 16일에 개통되었다. 그동안 임시 비상교량이 설치되었다.

## 운행

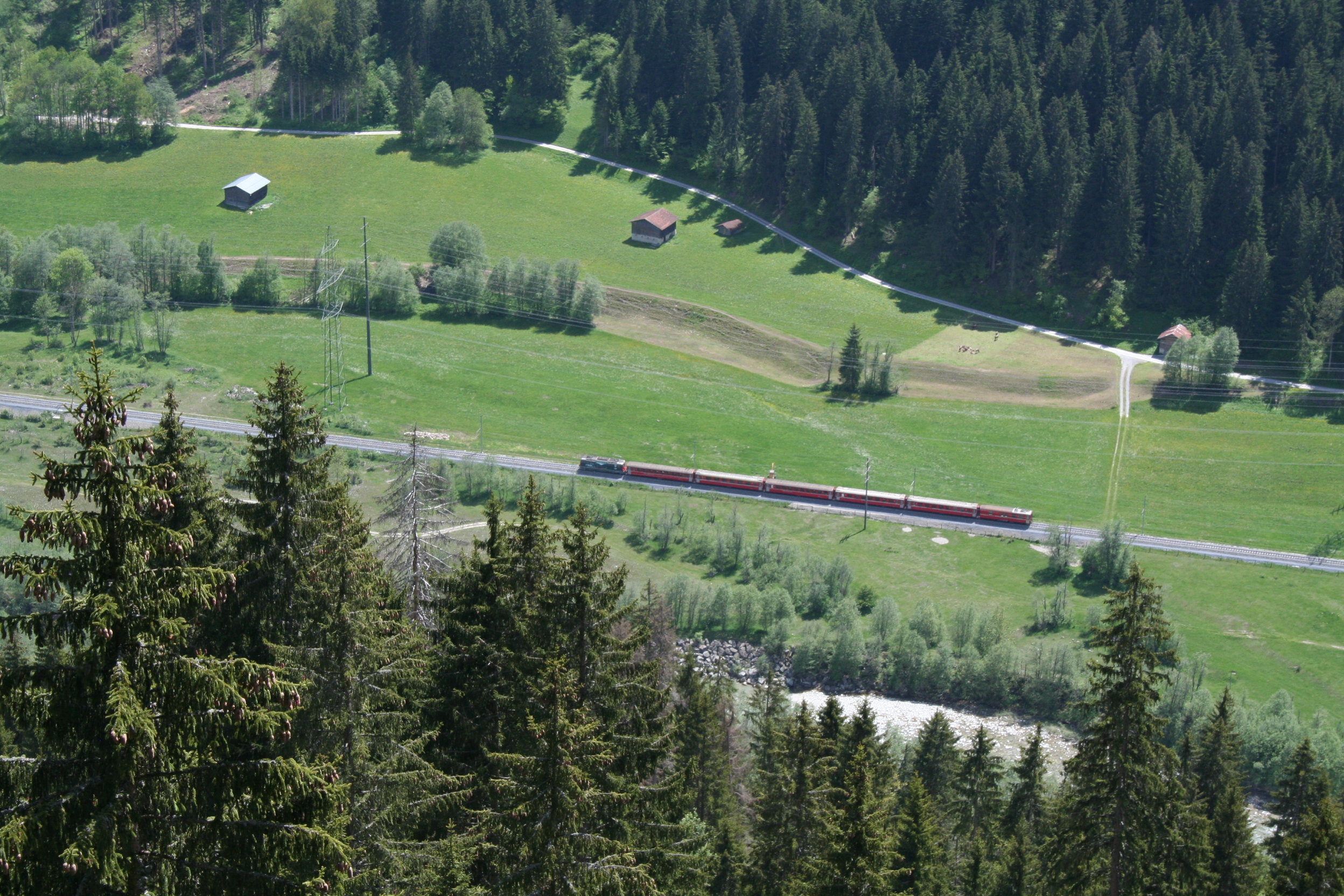
발텐스부르크 아래의 열차

이 노선은 주로 필요에 따라 피크타임 동안 추가 운행과 함께 매시간 운행되는 레기오익스프레스 열차가 운행한다. 이 열차는 전 노선을 1시간 5분에 걸쳐 시속 45.5km의 평균 속도로 운행한다. 또한 매일 3편의 빙하특급이 있다. 비정기적으로 운행되는 화물 열차는 라인강(포더라인) 지역의 산업 및 상업 기업에 서비스를 제공한다.